# 2018年國際足協世界盃決賽
2018年國際足協世界盃決賽於2018年7月15日當地時間下午6時在俄羅斯莫斯科卢日尼基体育场舉行，以決出2018年國際足協世界盃的冠軍歸屬。比賽由法國對克羅地亞，這是世界盃歷史上第9次由兩支歐洲球隊爭奪冠軍。同時，這是法國繼1998年和2006年後再次晉身決賽，而克羅地亞則是首次參與世界盃決賽（包括獨立前的南斯拉夫亦從未晉身決賽）。法国於這場比賽中勝出，獲得2021年洲際國家盃的參賽資格（但洲際國家盃於2017年舉辦最後一屆後停辦）。
最終，法國以4-2擊敗克羅地亞，繼1998年後再次問鼎世界盃冠軍。同時，自世界盃改為32隊參賽後，法國成為繼2002年的巴西後另一支於淘汰賽階段無須通過加時賽和互射十二碼就能贏得冠軍的球隊。在這場比賽中，克羅埃西亞球員疑似禁區手球，球證通過視頻助理裁判給予法國一個十二碼機會，使得法國在上半場取得領先，但也因而引起一些争议。儘管如此，比賽合共產生6個入球，被球評家認為是歷來最精彩的決賽之一。同時，兩隊出色的表現也得到好評。

## 比賽球場

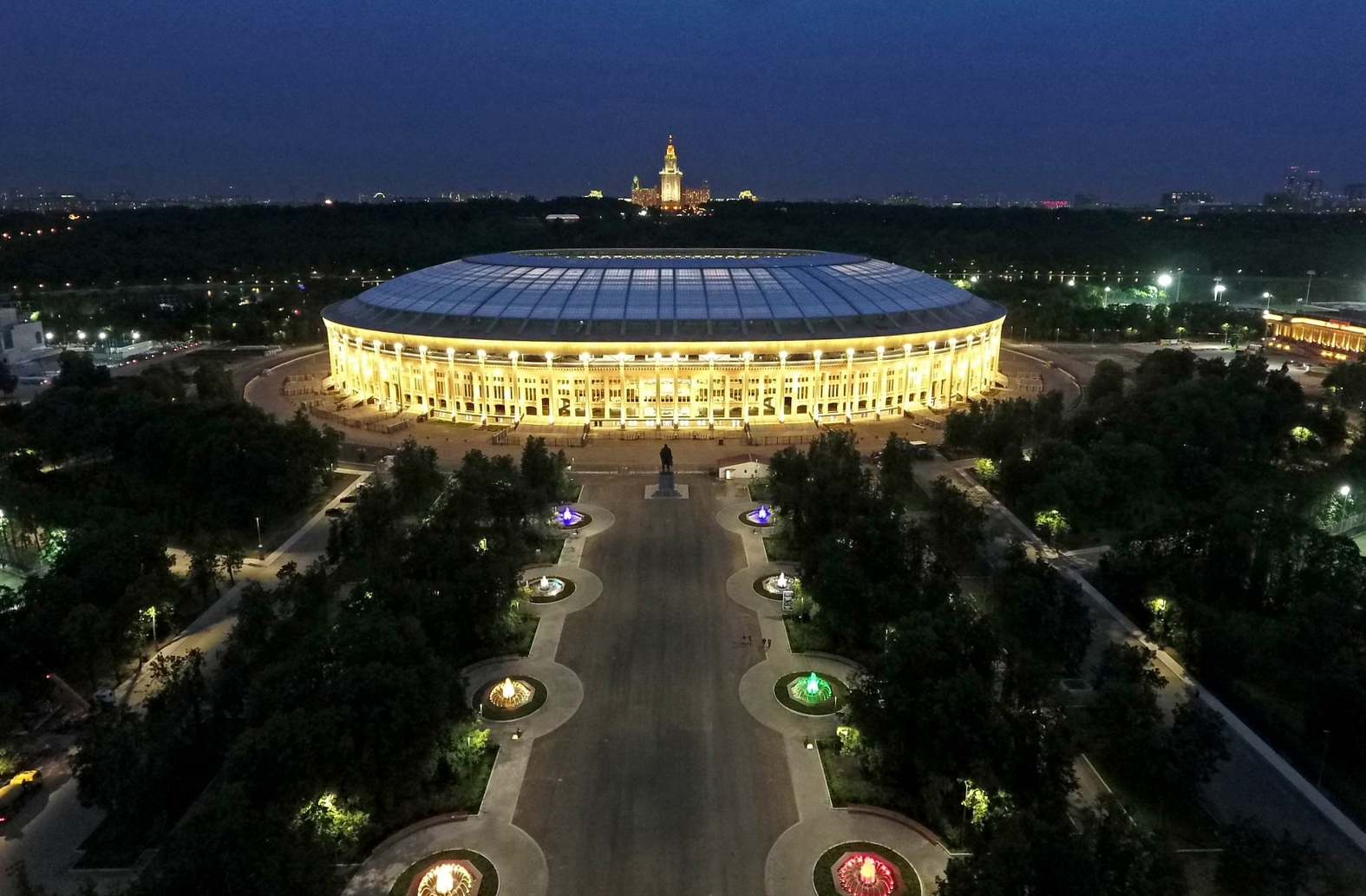
夜幕下的盧日尼基運動場外景，背後是莫斯科國立大學。

位於俄羅斯首都莫斯科的盧日尼基運動場獲歐洲足協評為五星球場，是本次決賽的比賽場館。該球場於2012年12月14日在東京舉行的國際足協執行委員會會議上被確立為2018年世界盃足球賽決賽的舉辦場地 。另外，這球場還會在世界盃舉辦期間承辦包括揭幕戰在內的4場分組賽、一場16強和4強賽事。為承辦此次世界盃，球場於2013年8月閉館進行改建工程﹕人造草皮改為天然草地、卸去原來的跑道、頂部改用聚碳酸酯，又加強了照明裝置和使得觀眾席與足球場更為接近。出於保安原因，座位由起初的81,006個減少至78,011個。因工程關係，球場並沒有協辦2017年洲際國家盃。在完工後，球場舉辦的首場比賽是俄羅斯對阿根廷的友誼賽。
盧日尼基運動場最初命名為中央列寧運動場，它是為了主辦1956年蘇聯人民斯巴達克運動會而在年前興建的。此後，該場館成為蘇聯國家足球隊和俄羅斯國家足球隊的國家體育場。同時，這曾經是莫斯科中央陸軍、莫斯科魚雷以及莫斯科斯巴達等足球隊的主場。隨著莫斯科斯巴達遷出後，現時該球場並非任何球隊的主場，由莫斯科市政府接管。另外，盧日尼基運動場曾多次主辦國際體育賽事，其中包括1973年夏季世界大學生運動會、1980年夏季奧運會（開幕禮、閉幕禮、足球、田徑和馬術）、1984年友誼運動會、1986年友好運動會、1998年世界青年運動會、1999年歐洲足協杯決賽、2008年歐洲聯賽冠軍盃決賽、2013年世界盃七人制橄欖球賽以及同年的世界田徑錦標賽。
東道主俄羅斯於2017年9月起對外發售門票。門票分別為4等：第1等售價1100美元、第2等710元、第3等455元，向全球出售。最後一等售價7040盧布，只容許俄羅斯公民購買。儘管價格創出新高，門票還是出現供不應求的情況，報導指第1等的門票被抬高至一萬美元。

## 球證

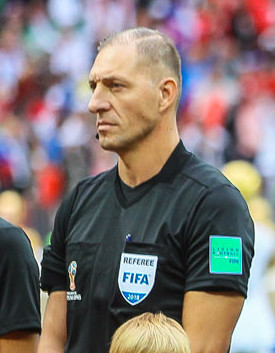
尼斯高·比達拿為是次決賽的球證。

2018年7月12日，國際足協委任42歲的阿根廷人尼斯高·比達拿為是次決賽的球證。比達拿的正職是體育老師，他於2010年成為國際足協旗下的「國際球證」，得以為國際性比賽執法。此後，他先後擔任2013年U-17世界盃、2015年美洲國家盃、2016年夏季奧運會男子足球賽以及2017年洲際國家盃等賽事的球證。在本屆世界盃中，他分別替兩場分組賽和兩場淘汰賽裁決，當中包括俄羅斯對沙地阿拉伯的揭幕戰。在這四場比賽中，他共出示了11張黃牌和給予兩個十二碼。此外，同樣出自阿根廷的赫尔南·马达纳（Hernán Maidana）和祖安·柏保路·貝拉蒂（Juan Pablo Belatti）會擔任是次決賽的旁證。荷蘭的和厄溫·澤因斯特拉（Erwin Zeinstra）出任第四和第五球證。意大利的馬希米拉諾·伊拉提（Massimiliano Irrati）擔任視頻助理裁判，成為首位於世界盃決賽擔當此職的球證。阿根廷的慕洛·維利亞諾 （Mauro Vigliano）聯同智利的卡路士·安天托（Carlos Astroza）和荷蘭的戴利·馬克列（Danny Makkelie）擔當助理視像助理裁判。

## 比賽用球
這場決賽使用的足球名為「電視之星Мечта」，電視之星18的紅色版本，由體育用品公司Adidas設計，也是自1970年世界盃後的第13個指定決賽用球。與上屆賽事的專用球「森巴榮耀」相同，「電視之星Мечта」也是以6塊皮革無縫黏合而成的。不同的是，這球有別於「森巴榮耀」採用多種顏色。「電視之星18」以世界盃首個專用球「電視之星」為設計藍本，故外表僅以黑白色組成；而淘汰賽的電視之星Мечта在原先的黑白色加上了紅色元素，以俄羅斯語「夢想」命名之。此外，球還內置近場通訊晶片，用戶可以通過智能電話讀取並訪問足球資訊的網頁。

## 比賽背景

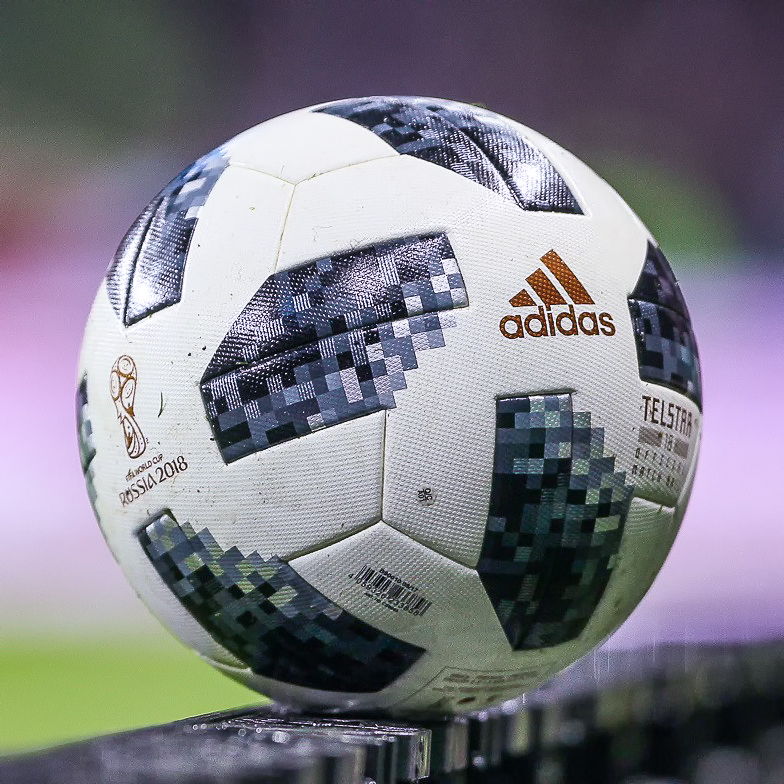
電視之星 18是本場決賽的專用足球。

在烏拉圭和巴西相繼於八強出局後，歐洲球隊繼2006年世界盃後再次包辦四強的所有參賽名額。同時，是次決賽也是世界盃史上第9次由兩支歐洲隊伍參與其中，上兩次分別為2006年和2010年。
法國第三次晉身世界盃決賽，是繼德國和意大利後最多次躋身世界盃決賽的歐洲球隊。此前，該國分別於1998年以3-0擊敗巴西首度問鼎冠軍和在1984年歐國盃上擊退西班牙首次問鼎冠軍，並在2006年在常规時間和加時賽1-1言和意大利，終在互射十二碼失利屈居亞軍。此外，教練德尚是繼、和後另一位先以球員後以教練身份參與世界盃決賽的人。
克羅地亞方面，這是他們第五次參與世界盃和首次出線決賽。在四強淘汰英格蘭後，他們成為歐洲第10支和世界第13支成功晉身世界盃決賽的球隊。另一方面，僅得430萬人口的克羅地亞成為繼烏拉圭後另一支全國人口最少的決賽球隊。1998年世界盃，克羅地亞在獨立不久後首次參賽。在這屆賽事中，他們先後於淘汰賽擊敗羅馬尼亞和德國，然後在四強不敵法國，並於季軍賽中戰勝荷蘭，獲得季軍，這是該國於世界盃歷史上的最佳成績。接著，克羅地亞於往後的多屆賽事均在分組賽出局，在2010年更無緣決賽週。同時，現有陣容被形容為最後經歷南斯拉夫內戰的一代。故此，這場決賽被克羅地亞媒體稱為關鍵之戰。

## 晉級過程
| 排名 | 隊伍 | 賽 | 分 |
| ---- | ---- | -- | -- |
| 1    | 法國 | 3  | 7  |
| 2    | 丹麦 | 3  | 5  |
| 3    | 秘魯 | 3  | 3  |
| 4    |      | 3  | 1  |

| 排名 | 隊伍     | 賽 | 分 |
| ---- | -------- | -- | -- |
| 1    |          | 3  | 9  |
| 2    | 阿根廷   | 3  | 4  |
| 3    | 奈及利亞 | 3  | 3  |
| 4    | 冰島     | 3  | 1  |

### 法國
自從1998年法國世界盃贏得冠軍以後，法國隊在世界盃的表現十分飄忽。在上屆世界盃，法國隊交出了近年世界盃最好的成績之一，雖然最後八強止步。但是在該屆賽事以後，不少球員如、(當屆賽事最佳年輕球員)、之流開始冒起，在他們各自的球會中也佔一席位，在兩年後的2016年歐洲國家盃取得亞軍。近年，更多的新星如麥巴比、簡迪開始橫空出世，而且年輕人才比上屆世界盃更多，陣容在四年來變得非常完整，甚至在出戰世界杯的名單中，也有不少著名球星仍然落選。因此在世界盃展開前已被球評家認為是冠軍熱門。在世界盃歐洲區外圍賽，法國於A組以10戰7勝2和1負的成績力壓瑞典和荷蘭首名直接出線。在決賽周中，法國被編入C組。在小組賽中，他們先以2-1小勝澳洲，然後以1-0力克秘魯，並與丹麥0-0賽和，取得7分下以第一名晉身淘汰賽階段。在16強，他們以4-3戰勝上屆亞軍得主阿根廷，接著在8強以2-0淘汰烏拉圭，並在4強1-0險勝比利時。

### 克羅地亞
克羅地亞在世界盃歐洲區外圍賽中I組以10戰6勝2和2負的成績位列第2，參與附加賽。在兩回合的附加賽中，他們以總比數4-1挫敗希臘，晉身世界盃決賽週。在分組賽中，他們被抽入D組。儘管擁有如前鋒、中場、和等「黃金一代」，但考慮到同組的對手分別為阿根廷、尼日利亞和冰島實力相當的球隊，球評家並不看好克羅地亞的前景。然而，克羅地亞最終在該「死亡之組」脫穎而出。他們首先以2-0戰勝尼日利亞，之後以3-0大勝阿根廷，並以2-1小勝冰島，終以3戰全勝下首名出線。在16強，他們通過在以1-1言和丹麥後通過互射十二碼勝出。在8強，他們的對手為淘汰西班牙的俄羅斯。最終，克羅地亞再次以互射十二碼躋身4強。在4強，他們在加時賽反勝英格蘭2-1，歷史性晉身決賽。同時，他們是史上第一隊連續歷經三場加時賽才打進決賽的球隊。

### 對賽紀錄
法國和克羅地亞於本場決賽前僅五次碰面，法國取得三勝二和的優勢。這五場比賽分別為1998年世界盃四強賽法國反勝克羅地亞2-1、2004年歐洲國家盃分組賽以2-2平手以及三場友誼賽。他們最近一次對賽是2011年3月29日的友誼賽，法國在主場與克羅地亞0-0賽和。

## 比賽情況

### 綜述

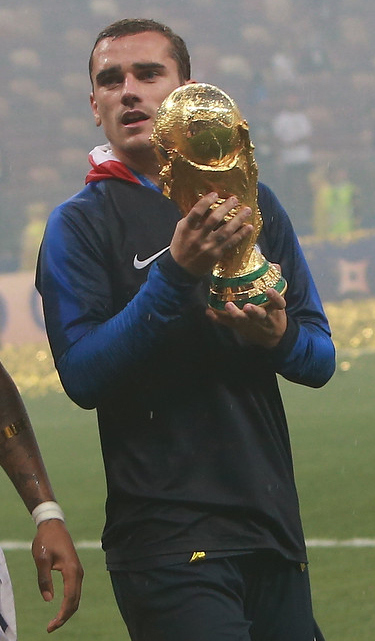
安托万·格里兹曼憑藉一個進球和一次助攻被提名為最佳球員。

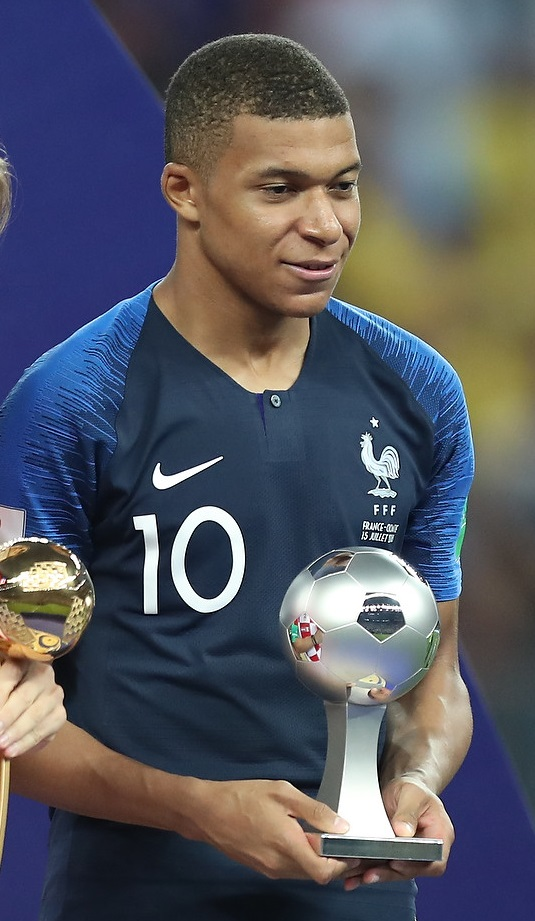
基利安·姆巴佩於本場比賽取得一個入球，使他成為繼贝利後另一位能於世界盃決賽中進球的20歲以下球員。

賽事於當地時間晚上18點（UTC15點）展開。法國排出4-2-3-1的陣式，門將兼隊長由擔任，後衛由左到右分別是 、和。兩名正中場為和。和出任左中場與右中場，為進攻中場。擔任前鋒。這陣容與他們在四強對比利時無異。
克羅地亞方面，僅管他們於淘汰賽階段歷經三場加時賽，比法國多90分鐘的比賽時間，但該隊教練茲拉特科·達利奇仍沿用四強時對英格蘭排出的4-2-3-1陣容。是為前鋒。和出任左中場和右中場，進攻中場則由隊長擔當。和是正中場。後衛從左到右為、多馬戈伊·維達、與，負責把守最後一關。

### 上半場
克羅地亞首先開球，並採取主攻。開賽3分鐘，於左路帶球進入禁區，卻被法國守將迅速鏟走。兩分鐘後，克羅地亞右後衛從右路發動攻勢，再次被法國後衛解圍。10分鐘，中場長傳，被對方後衛快一步清除。12分鐘，法國才嚐試製造第一個攻擊﹕將球停下並準備帶球時，立刻被克羅地亞防守球員踢走。17分鐘，於己方禁區外踢倒法國的，球證判處罰球。開出罰球，解圍時誤將球頂進自家龍門，造成烏龍球，法國以1-0領先。
21分鐘，克羅地亞取得罰球，由盧卡·莫德里奇開出，多馬戈伊·維達球鎚攻門卻頂飛，沒有正中球門內，後來球證判法國球門球。27分鐘，因侵犯伊萬·佩里希奇而被罰黃牌，是這場賽事的首張黃牌。一分鐘後，克羅地亞再度於對方禁區內發動進攻，伊萬·佩里希奇在得球後射球得分，追平1-1。35分鐘，法國取得角球。在雙方爭奪頭球過程中，剛才取得入球的伊萬·佩里希奇被指手球。球證通過視頻助理裁判後判定為克羅地亞犯規，並給予法國十二碼。十二碼由安東尼·格里兹曼於38分鐘操刀，皮球飛入球門右下角，法國將比數改寫為2-1。42分鐘，基利安·姆巴佩於邊路發起進攻，伊萬·佩里希奇把球鏟出邊線。第43分鐘，盧卡·莫德里奇再次開出罰球，伊萬·佩里希奇接應後射門但未能打中目標。進入補時階段不久後，球證示意完上半場，法國以2-1領先。

### 下半場
下半場由法國開球，落後的克羅地亞繼續採取主攻，然而在開賽一分鐘後法國卻先展開攻勢，奧利弗·吉魯攻入對方禁區後回傳安東尼·格里兹曼，後者的射門被門將救出。48分鐘，右後衛攻門，球被雨果·洛里斯擋出。50分鐘，克羅地亞的角球攻勢被法國圍解不遠，遠射高出。兩分鐘後，直傳於基利安·姆巴佩，後者直闖門前抽射，球被達尼耶爾·蘇巴西奇封出。53分鐘，有4名球迷（暴动小猫成员）忽然衝入球場，比賽被迫中斷。不久後，這些闖入者被保安帶走，賽事重新展開。55分鐘，恩格羅·坎特被換走，取而代之的是中場史蒂芬·恩佐濟，這是本場比賽的第一個換人。
59分鐘，基利安·姆巴佩於右路突破成功，然後傳中。克羅地亞後衛把球踢出不遠，安東尼·格里兹曼於拿到球後二傳後方的保羅·博格巴，先是用右腳射中克羅埃西亞防守球員的背部反彈，再次改左腳勁射時終於破網，將比分擴大到3-1。65分鐘，法國左後衛於左路傳球送基利安·姆巴佩後遠射，皮球直飛入網，法國大勝4-1。69分鐘，雨果·洛里斯接應隊友的回傳球卻沒有把球控制好，於是被曼祖基奇快一步把球搶去後快射得手，分比改為4-2。71分鐘，克羅地亞作出首個調動，入替。81分鐘，嚐試接應長傳，卻未能成功。兩分鐘後，克羅地亞取得罰球，但未能將其轉化為進球。接著，法國和克羅地亞都未能取得入球。在5分鐘的補時結束後，球證嗚笛完場，法國以4-2勝出，奪得他們史上第二個世界盃冠軍，成功彌補2年前歐國盃敗於葡萄牙之遺憾。

## 賽事
| 2018年7月15日 18:00 MSK （UTC+3） |

| 法國                                  | 4–2  |             |
| ------------------------------------- | ---- | ----------- |
| - 18'（乌龙球） - 38'（） - 59' - 65' | 報告 | - 28' - 69' |

| 莫斯科，盧日尼基體育場 觀眾人數：78,011 ：尼斯高·比達拿（阿根廷） |

| 法国 | 克罗地亚 |

| 門將     | 1  | 队长          |     |     |
| 右後衛   | 2  |               |     |     |
| 中後衛   | 4  |               |     |     |
| 中後衛   | 5  |               |     |     |
| 左後衛   | 21 |               | 41' |     |
| 中前衛   | 6  |               |     |     |
| 中前衛   | 13 |               | 27' | 55' |
| 右翼鋒   | 10 |               |     |     |
| 前腰     | 7  |               |     |     |
| 左翼鋒   | 14 |               |     | 73' |
| 中鋒     | 9  |               |     | 81' |
| ：       |    |               |     |     |
| 中場     | 15 |               |     | 55' |
| 中場     | 12 |               |     | 73' |
| 前鋒     | 18 | 納比勒·費基爾 |     | 81' |
| 總教練： |    |               |     |     |
|          |    |               |     |     |

| 門將            | 23 |               |       |     |
| 右後衛          | 2  |               | 90+2' |     |
| 中後衛          | 6  |               |       |     |
| 中後衛          | 21 | 多馬戈伊·維達 |       |     |
| 左後衛          | 3  |               |       | 82' |
| 中前衛          | 7  |               |       |     |
| 中前衛          | 11 |               |       |     |
| 右邊鋒          | 18 |               |       | 71' |
| 前腰            | 10 | 队长          |       |     |
| 左邊鋒          | 4  |               |       |     |
| 中鋒            | 17 |               |       |     |
| ：              |    |               |       |     |
| 前鋒            | 9  |               |       | 71' |
| 中場            | 20 |               |       | 82' |
| 總教練：        |    |               |       |     |
| 茲拉特科·達利奇 |    |               |       |     |

| 最佳球員： （法国） 助理裁判員： 赫尔南·马达纳（阿根廷） 胡安·巴勃罗·贝拉蒂（阿根廷） 第四裁判： 比約恩·庫伊佩爾斯（荷兰） 第五裁判： 埃尔温·泽因斯特拉（荷兰） 視頻助理裁判： 馬西米利亞諾·伊拉提（意大利） 助理視頻助理裁判： 毛羅·維利亞諾（阿根廷） 卡洛斯·阿斯特拉（智利） 丹尼·馬克列（荷兰） | 比賽規則 - 90分鐘。 - 如果打平進行30分鐘加时赛。 - 如果比數仍相同進行互射十二碼。 - 最多可換三名球員，延長賽可換第四人。 |

### 技術統計
|      | 法國 | 克羅地亞 |
| ---- | ---- | -------- |
| 入球 | 2    | 1        |
| 射門 | 1    | 7        |
| 命中 | 1    | 1        |
| 撲救 | 0    | 0        |
| 控球 | 39%  | 61%      |
| 角球 | 1    | 4        |
| 犯規 | 8    | 7        |
| 越位 | 1    | 0        |
| 黃牌 | 2    | 0        |
| 紅牌 | 0    | 0        |

|      | 法國 | 克羅地亞 |
| ---- | ---- | -------- |
| 入球 | 2    | 1        |
| 射門 | 7    | 8        |
| 命中 | 5    | 2        |
| 撲救 | 1    | 3        |
| 控球 | 39%  | 61%      |
| 角球 | 1    | 2        |
| 犯規 | 6    | 6        |
| 越位 | 0    | 1        |
| 黃牌 | 0    | 1        |
| 紅牌 | 0    | 0        |

|      | 法國 | 克羅地亞 |
| ---- | ---- | -------- |
| 入球 | 4    | 2        |
| 射門 | 8    | 15       |
| 命中 | 6    | 3        |
| 撲救 | 3    | 1        |
| 控球 | 39%  | 61%      |
| 角球 | 2    | 6        |
| 犯規 | 14   | 13       |
| 越位 | 1    | 1        |
| 黃牌 | 2    | 1        |
| 紅牌 | 0    | 0        |

## 頒獎典禮
與過去兩屆不同，本屆世界盃決賽的頒獎典禮在球場中央舉行。頒獎嘉賓分別為國際足協會長、俄羅斯總統普京、法國總統及克羅地亞總統科琳達·格拉巴爾-基塔羅維奇。在比賽結束後，賽會向和頒發最佳年輕球員獎與金球獎。接著，國際足協頒發紀念獎牌於為本場決賽執法的球證尼斯高·比達拿和兩位旁證以及第四球證。基於不滿比達拿的判決，克羅地亞支持者向他喝倒彩。隨後，亞軍得主克羅地克的球員連同教練上台領取銀牌。此時，莫斯科忽然下起大雨，由於現場並沒有準備足夠的雨傘，使得球員們和頒獎嘉賓被雨淋得上漏下濕。法國隨之上台領獎，此時大會已準備足夠的雨傘。隊長接過大力神盃、金牌和3800萬美元獎金。在逐一向法國球員頒發金牌期間，一名國際足協女職員偷偷的將獎牌塞進衣袋裡，這一幕正好被電視台拍到。

## 電視轉播
全球220個國家和地區的電視台取得本場決賽的轉播權。在法國，這場賽事於電視一台播出，最高峰時共有2230萬人收看，收視率為82.2%，打破了該國自2002年後體育節目的收視紀錄，也是全國歷來第七多人觀看的電視節目。克羅地亞方面，全國人口近四成人，即153萬人通過HTV2收看了該賽事，收視率達89.3%。賽事在歐洲的20個國家共吸引1.6億人收看。其中，德國共有213萬人在國營的電視二台觀賞此賽事，收視率是76%。在西班牙，820萬人從第五電視台收看賽事，收視率為57.3%。此外，雖然未能晉身本屆世界盃決賽週，意大利與荷蘭共有1170萬人及310萬人看這場比賽。
這場決賽在其它一些未能躋身決賽週的國家也取得高收視。在中國，共有5600萬人於中央電視台綜合頻道和體育頻道收看賽事，是繼2008年北京奧運會後最高人觀看的體育節目。在印度，約2240萬人通過 Sony Ten 2、Sony Ten 3及Sony ESPN三個頻道看這場比賽。在加拿大，最高峰時共有540萬於CTV、TSN和RDS觀賞這場賽事。

## 賽後評論

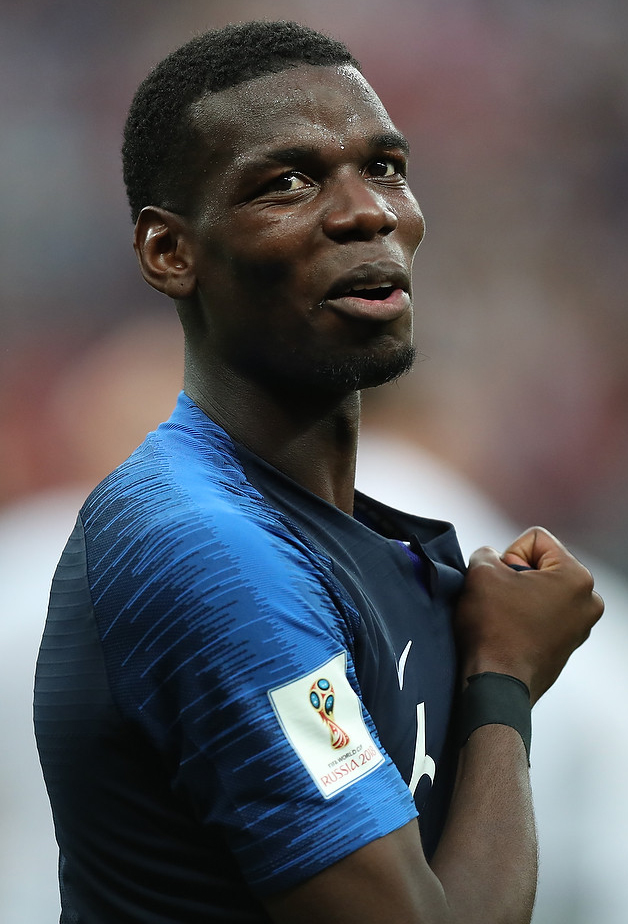
博格巴於是仗的表現得到球評家的欣賞。

雖然失落冠軍，克羅地亞上下未有太失望。隊長相信他們是打得較好的一方，並且認為隊友們經已盡力，因此值得引以自豪。對於未能奪標，他覺得是球隊未能把握機會和運氣不夠好所致。教練茲拉特科·達利奇有同樣的見解，他指這場比賽是克羅地亞於整屆世界盃賽事中表現得最出色的一場，唯因失誤令球隊無緣冠軍。另一方面，克羅地亞報章滿意球隊於決賽的表現。《晚報》（Večernji list）和《24小時》（24sata）均指儘管球隊未能獲勝，但他們已是「我們心目中的冠軍」，《早報》（Jutarnji list）則指球隊已是「人民的驕傲」。各國報章也對克羅地亞表示讚賞。英國的《BBC》寫道即使球隊落後之際，球員們仍積極反擊，這已「贏得了人們的心」。美國《紐約時報》強調克羅地亞在經歷三場加時賽，比法國休息少一天的情況下仍選擇主攻戰術，展示出「驚人的體力和力量」，而他們在成功控制局面的情況下最終失利全因烏龍球和具爭議的十二碼所致，故此對克羅地亞感到同情和敬佩。
作為勝利者，法國本土傳媒表示興賀。《隊報》以「永恆的快樂」來形容這份喜悅，《西南報》（Sud Ouest）的標題為「全世界是藍色的」。另一方面，法國的表現獲得球評家的讚揚。《紐約時報》指這隊法國比起兩年前歐洲國家盃的法國更具紀律性、年輕和踏實，並點名和「現象級」的發揮是法國奪標的關鍵所在。《搜狐體育》認為這隊法國年輕人非常年輕而且具有實力，將來仍然前途無限。教練把勝利歸功於球員們的努力和2024奧運之機緣，又指兩年前歐洲國家盃的失利使他們獲益良多，此外，英國報章也讚揚法國是繼意大利和德國之後第三個可洗涮歐國盃恥辱之東道主。
此外，這場比賽的競技水平讓球評家津津樂道。《搜狐體育》指賽事一共出現六個進球，當中包括烏龍球、十二碼和門將失誤，其激烈和精彩程度「顯然不在話下」。《每日電訊報》認為這場比賽既有超新星的出現，還有具爭議的十二碼和離奇的門將失誤等驚喜，令人留下了深刻的印象，可說是整屆世界盃賽事中最好看的比賽。儘管如此，球證尼斯高·比達拿的執法水平受到不少質疑。在賽事的第17分鐘，被指踢倒法國的而被判處罰球。安東尼·格里兹曼開出罰球，解圍時失誤造成烏龍球。事實上，格里兹曼是在被布羅佐維奇踢倒前已自行倒地，球證並不必要給予法國罰球。接著，法國在35分鐘獲得角球，雙方在爭奪頭球期間伊萬·佩里希奇的手部被指與皮球有所接觸。球證在接獲法國的投訴後通過視像回放判定為克羅地亞犯手球，而給予法國十二碼。球評家認為該手球並不明顯而且過程短暫，裁定為犯規並給予十二碼是「嚴苛的」。當時替BBC電台解說的直指球證把「不是罰球的當作罰球，不是十二碼的又當作十二碼」，判決「荒謬」。曾替2016年歐洲冠軍聯賽決賽裁決的球證麥克·卡頓保也指伊萬·佩里希奇的手球不是蓄意的，因此比達拿不應該判處十二碼。不過亦有其他評論認為十二碼罰球是「合乎規則」的行為，克羅埃西亞教練達利奇也承認點球並未削弱法國隊的勝利，也表示當視像回放對自己有利時就是好的，相反時則是壞的。

## 紀錄

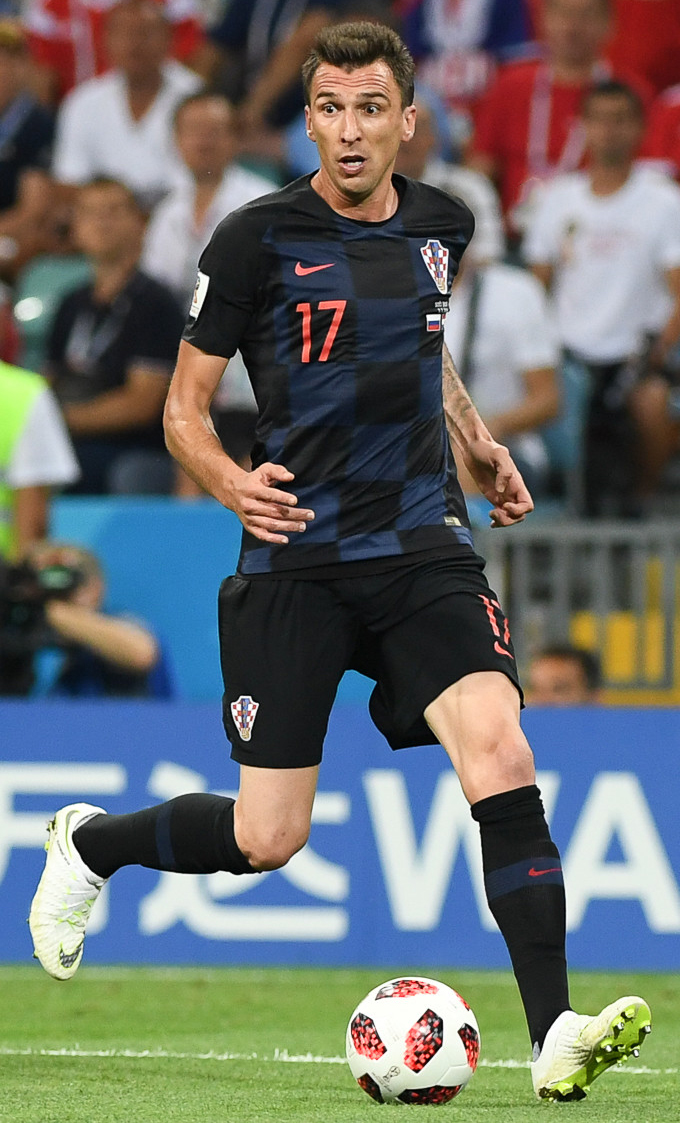
曼祖基奇於本場賽事先製造一個烏龍球，然後又取得一個進球，成為世界盃史上首位於決賽同時創造烏龍球和貢獻入球的球員。

這是克羅地亞第一次打進世界盃決賽，也是歐洲第10支和世界第13支成功躋身世界盃決賽的球隊。此外，克羅地亞人口僅得430萬，成為繼烏拉圭後另一個全國人口最少的決賽球隊。在這屆世界盃中，克羅地亞通過三場加時賽才出線決賽，是世界盃自創辦以來的首支在淘汰階段全部透過加時賽才出線的隊伍。法國則是第三次打進世界盃決賽，成為繼德國和意大利後最多次躋身世界盃決賽的歐洲球隊。
在這場決賽中，兩隊共攻入6個入球，是1958年後進球最多的決賽。此前，只有三場決賽的入球總數達到6球或以上，分別為1930年烏拉圭4-2阿根廷、1938年意大利4-2匈牙利以及1958年巴西5-2瑞典。同時，這比賽還是1974年西德對荷蘭的決賽以來，首次半場就能製造3個入球的比賽，也是繼1958年的決賽後再一次於40分鐘前就出現3個入球的決賽。另一方面，這場比賽的首個入球是烏龍球，也是世界盃決賽歷史上的第一個烏龍球。這個烏龍球同時是本屆世界盃第12個烏龍球，打破歷屆世界盃出現最多烏龍球的紀錄。比賽的第三個入球是根據視像回放而裁定為十二碼，是世界盃歷史上首個透過該技術而造成的進球。則是首個因這技術而獲得及射入十二碼的球員。本場比賽的第五個入球由年僅19歲又207天的取得，他成為了繼巴西之後最年青的世界盃決賽進球者。同時，他還是繼比利後另一名在世界盃決賽獲得入球的20歲以下球員。本場比賽的最後一個入球由取得，而在比賽較早時他曾攻入一個烏龍球，使他成為世界盃決賽上首位同時創造烏龍球和貢獻入球的球員。最終，法國以4-2獲勝，問鼎冠軍，該教練德尚繼、和後，另一位以球員和教練身份贏得世界盃的人。

## 後續
在比賽過程中，有四名觀眾忽然衝入球場，反政府樂隊暴動小貓（Pussy Riot）隨後承認這是他們的所為，目的是要求俄羅斯政府釋放所有政治犯、停止非法逮捕和允許政治競爭等訴求。樂隊的四名成員於賽事翌日提堂，被判拘役15天，以及禁止參與體育活動三年。另一方面，國際足協於決賽翌日公佈整屆賽事的「最佳11人」陣容名單，法國佔了4席，分別為﹕、和﹔克羅地亞只得入選。7月24日，國際足協公佈本年度國際足協最佳男子球員候選10人名單，法國的、和，以及克羅地亞的榜上有名。最佳教練獎方面，和茲拉特科·達利奇均入選候選11人名單中。此外，法國以世界盃冠軍得主的身份獲得2021年洲際國家盃的參賽資格。
法國奪冠後國民喜歡若狂。在巴黎，埃菲爾鐵塔前球迷廣場上聚集的9萬名球迷和香榭麗舍大道上約100萬球迷瘋狂慶祝法國隊的勝利。慶祝活動演變成騷亂事件，儘管騷亂被警方鎮壓，但仍有至少兩人死亡。巴黎地鐵營運商巴黎大眾運輸公司決定更改多座車站的站名，紀念球隊贏得世界盃。兩隊均於翌日返國，獲得國民夾道歡迎。法國在當天下午抵達巴黎夏爾·戴高樂機場獲1萬7千人迎接。隨後，球隊沿經香榭麗舍大道舉行勝利巡遊，吸引數十萬人到來。法國空軍派出戰鬥機，在上空噴出紅、白、藍三色煙慶賀。當天晚上，球隊獲總統於愛麗舍宮設宴招待，並獲頒榮譽軍團勳章。在克羅地亞，50萬名球迷即全國八分之一的人口從全國各地來到首都薩格勒布歡迎球隊凱旋。球隊在下機時獲儀仗隊迎接，然後乘坐不設頂棚的雙層巴士從薩格勒布機場出發到耶拉其恰廣場與民眾慶祝，整個慶典共進行了六個小時。另外，在對尼日利亞的分組賽中，前鋒因拒絕了教練茲拉特科·達利奇的入替要求而被逐出球隊。儘管克羅地亞在取得亞軍後替其保管銀牌，但他最後還是拒絕領取該面獎牌。

## 外部連結
- 官方网站
- Official Documents and Match Documents（页面存档备份，存于）
- YouTube－2018年國際足協世界盃決賽賽事全場片段足本重溫（页面存档备份，存于）